# Блэкгэнг Чайн

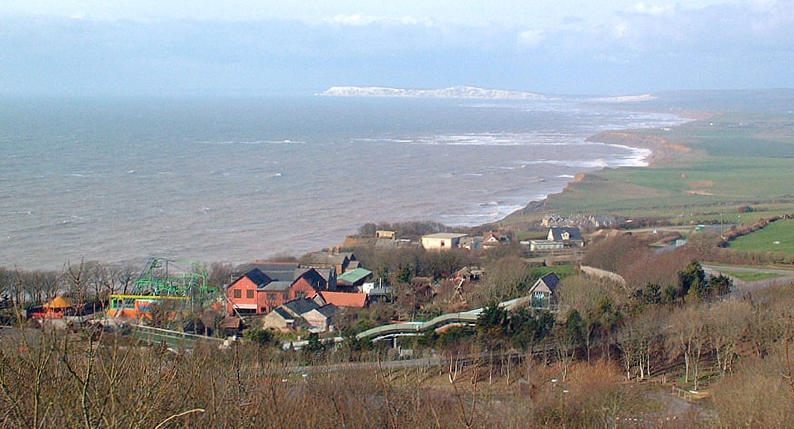
Блэкгэнг Чайн

Блэкгэнг Чайн (англ. Blackgang Chine) — парк развлечений на южном побережье острова Уайт.

## География
Расположен вблизи ущелья Блэкгэнг Чайн и деревни Блэкгэнг на южном обрывистом берегу острова Уайт между деревнями Чэйл и Нитон. Ущелье Блэкгэнг входит в геологический район Андерклифф.

## История
Александр Дабелл открыл парк Блэкгэнг Чайн в 1840-х годах. В 1993 году компания-собственник парка открыла ещё один парк развлечений Робин Хилл в центральной части острова. По данным на 2014 год, парком управляют потомки Александра Дабелла, которые продолжают расширять парк и открывать новые тематические площадки. Сейчас в Блэкгэнг Чайн насчитывается 8 тематических зон: Restricted Area 5 (территория с динозаврами), Cowboy Town (тема Дикого Запада), Pirate Cove (пиратский корабль), Valley of the Dodos (долина птиц додо), Fairy Land (площадка с феями), Nursery Land (герои детских сказок и стихов), Fantasy Land (страна фантазий с загадочными существами), Giant Bug Walk (гигантские насекомые).

## Транспорт
К парку можно добраться регулярным автобусным маршрутом №6 компании «Southern Vectis» (Ньюпорт — Блэкгэнг Чайн — Вентнор) и прогулочным маршрутом Айлэнд Костер (Райд — Шанклин — Блэкгэнг Чайн — Ярмут).

## Культура
Парк развлечений описывается в юмористической книге-путешествии «Bollocks to Alton Towers» (2005 год).